# Ida Pfeiffer
Ida Laura Pfeiffer (nata Reyer) (Vienna, 14 ottobre 1797 – Vienna, 27 ottobre 1858) è stata una scrittrice ed esploratrice austriaca, prima donna europea ad attraversare l'interno dell'isola del Borneo.

## Biografia

### Infanzia e gioventù
Ida Pfeiffer era la terza figlia di una benestante famiglia di commercianti di Vienna. Fino alla morte del padre Aloys Reyer, avvenuta quando Ida aveva 9 anni, le venne impartita un'educazione rigorosa ed uguale a quella dei suoi cinque fratelli mirata su coraggio, determinazione, sobrietà e resistenza al dolore. I pasti erano semplici, spesso addirittura scarsi, i piccoli desideri dei bambini erano spesso inesauditi. Scherzando il padre prometteva di far seguire a Ida la carriera da ufficiale. Ida si appropriò di questo modello inconsueto: si vestiva come i fratelli, partecipava ai loro giochi, praticava sport ed era molto intraprendente. Le bambole non l'attraevano e già da bambina leggeva avidamente racconti di viaggi, sognando di partecipare ad esplorazioni di paesi lontani.
Dopo la morte del padre la madre cercò di correggere l'educazione mascolina di Ida, vietandole l'abbigliamento maschile portato fino a quel momento. Come reazione Ida si ammalò gravemente e le venne permesso, su consiglio medico, di abbigliarsi come desiderava fino al tredicesimo anno di età; in seguito, pur in abiti femminili, non modificò il suo comportamento. In retrospettiva scrisse di sé stessa "… quanto dovevo sembrare ridicola in quegli abiti lunghi quando ancora saltavo e correvo e mi comportavo come un ragazzino scatenato!". Per sfuggire alle consuete attività femminili come le lezioni di pianoforte si procurò tagli alle dita e bruciature alle mani con la cera dei sigilli.
La situazione si modificò quando, a partire dal 1810 venne assunto un istitutore per Ida, che con pazienza le insegnò ad accettare il suo ruolo come ragazza di buona famiglia. Imparò persino alcune attività come il cucito, il lavoro a maglia e a cucinare. Infine Ida si innamorò dell'istitutore che rimase ospite della famiglia fino al 1814, anno in cui la chiese in moglie. La madre negò l'autorizzazione al matrimonio, ritenendolo un partito non sufficientemente valido per la figlia, alla quale proibì qualsiasi ulteriore contatto con il pretendente.

### Matrimonio e famiglia
Ida, da parte sua, rifiutò una serie di richieste di matrimonio. Per sfuggire infine al deteriorato rapporto con la madre nel 1820 acconsentì a sposare l'avvocato Mark Anton Pfeiffer di Leopoli, un benestante vedovo più anziano di lei di ben 24 anni. Pfeiffer ben presto ebbe grosse difficoltà finanziarie: avendo vinto un processo contro alcuni funzionari corrotti, perse tutti gli incarichi da enti pubblici. Fu costretto a chiudere il suo studio di Lemberg e invano cercò lavoro in Galizia, in Svizzera e a Vienna. Queste circostanze non permisero una vita matrimoniale "normale"; la coppia viveva separata, lui a Leopoli, lei a Vienna, ma i due decisero di non divorziare. Ida si occupò dell'educazione dei due figli maschi, per lunghi periodi in condizioni economiche molto disagiate.
Alla morte della madre nel 1837 l'eredità le consentì di sistemarsi economicamente e di poter offrire ai figli una buona educazione. Quando entrambi divennero adulti ed iniziarono delle attività professionali Ida ebbe finalmente la possibilità di seguire la sua passione per i viaggi e l'avventura. Nel corso di una visita di famiglia a Trieste aveva visto per la prima volta il mare e questo svegliò in lei, come scrisse nelle sue note autobiografiche, un'irrefrenabile voglia di viaggiare. Molto del suo patrimonio era stato speso per il marito, morto nel 1838, e per la formazione dei figli. I suoi mezzi erano pertanto molto limitati. Ida però era abituata alla parsimonia e soprattutto, molto determinata a raggiungere i suoi obiettivi.

## I viaggi

### Palestina ed Egitto (1842)

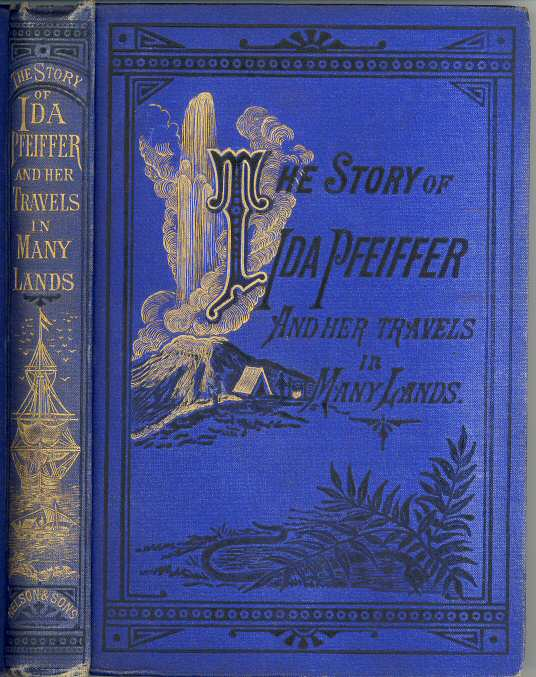
The Story of Ida Pfeiffer and her Travels in many Lands, 1879. Volume unico

Il 22 marzo 1842, all'età di 44 anni, Ida lascia Vienna per affrontare il suo primo grande viaggio. Raccontò a tutti di voler andare a trovare un'amica a Costantinopoli e già questo apparve a parenti ed amici un progetto molto azzardato. Il suo vero obiettivo erano però la Palestina e i paesi confinanti, un territorio politicamente inquieto e ancora soggetto a locali epidemie di peste.
Il viaggio seguì il corso del Danubio fino al Mar Nero e Costantinopoli, Beirut, Gerusalemme e il Mar Morto per proseguire fino a Damasco, Baalbek, Alessandria d'Egitto fino a Il Cairo; da qui, con una traversata a dorso di cammello fino allo stretto di Suez e di ritorno a Vienna facendo tappa in Sicilia, Napoli, Roma e Firenze. Ida rientrò a Vienna nel dicembre del 1842.
Amici ed editori la convinsero a pubblicare il suo diario di viaggio che apparve nel 1843 in forma anonima con il titolo Reise einer Wienerin in das Heilige Land (Viaggio di una viennese in Terra Santa) e che, per il suo stile molto sobrio e la credibilità delle sue descrizioni divenne un grande successo di pubblico. Solo nel 1856, con la quarta riedizione, apparve il nome dell'autrice. Le entrate le permisero di finanziare altri viaggi.

### Islanda, Norvegia, Svezia (1845)
In preparazione al viaggio successivo Ida si preparò, studiò scienze naturali e imparò le basi della tassidermia e dell'attività di preparatore botanico, imparò l'inglese e il danese e il necessario sulla fotografia, che all'epoca, con i dagherrotipi era ancora nelle fasi iniziali del suo sviluppo. Il viaggio nei paesi del nord iniziò nell'aprile del 1845, passò per Praga, Amburgo, Kiel e giunse a Copenaghen, da qui si imbarcò per l'Islanda. Con una guida locale fece numerose escursioni su ghiacciai, vulcani, geyser, grotte e sorgenti sulfuree.
Ida si era immaginata l'Islanda come la vera Arcadia, ne aveva una visione idealizzata come paradiso della vita di campagna. La realtà la deluse profondamente. Dopo una difficile traversata a vela tornò a Copenaghen, proseguì verso Cristiania e fece una lunga escursione in carrozza guidata da lei stessa. A Stoccolma venne presentata alla regina di Svezia. Tornò a Vienna nell'ottobre del 1845, l'anno successivo apparve il suo libro in due volumi intitolato Reise nach dem skandinavischen Norden (Viaggio nel nord scandinavo).

### Il primo viaggio intorno al mondo (1846-1848)

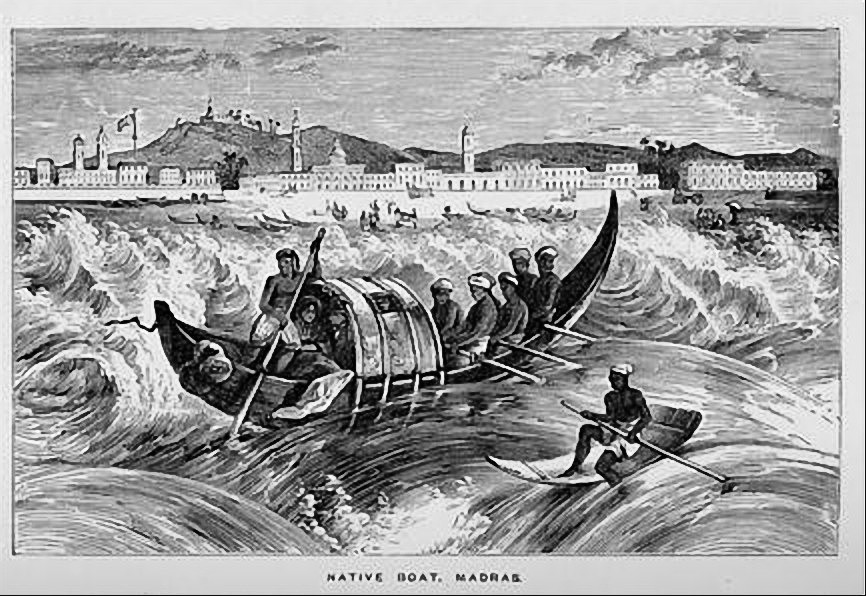
The Story of Ida Pfeiffer…, 1879. Illustrazione (Madras/India)

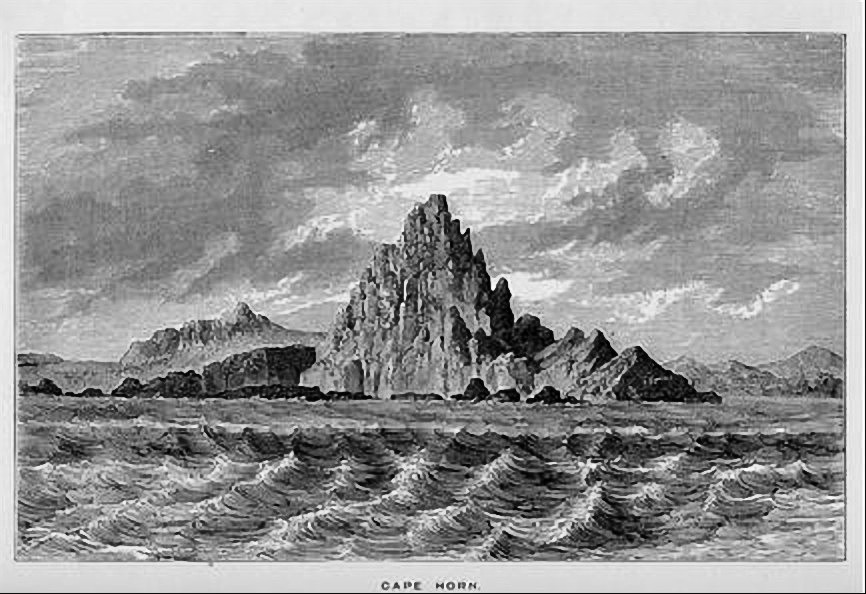
The Story of Ida Pfeiffer…, 1879. Illustrazione (Capo Hoorn)

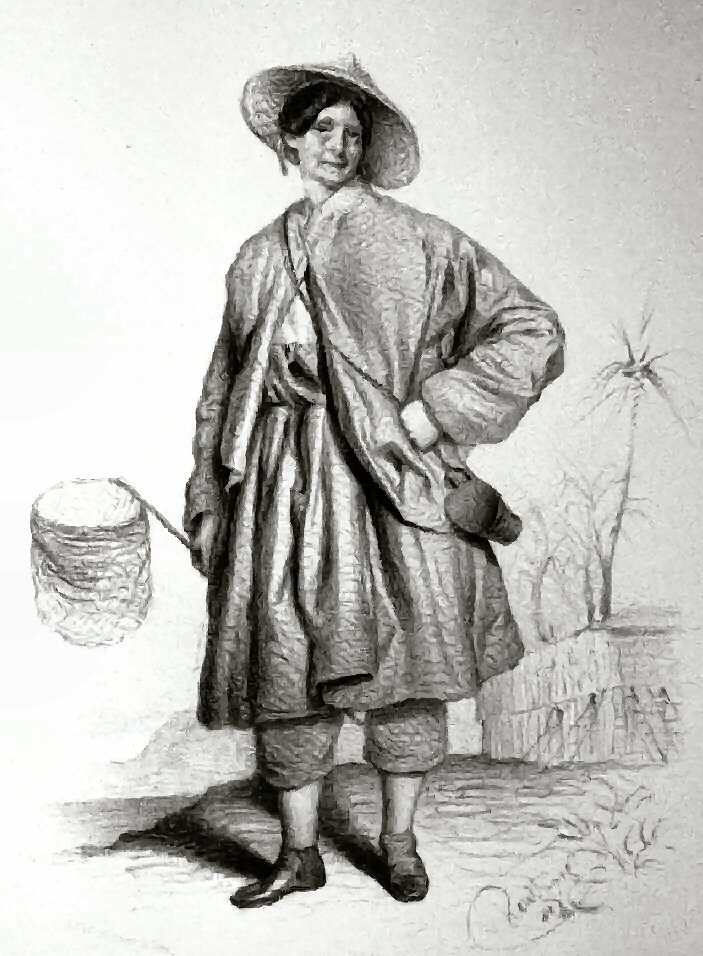
Ida Pfeiffer in abiti da viaggio

Nel maggio del 1846 Ida ripartì con destinazione Rio de Janeiro. In Brasile sfuggì ad un tentato omicidio, nel febbraio del 1847 fece la temuta traversata da Capo Hoorn a Valparaíso in Cile. Passando per Tahiti, dove venne ricevuta dalla regina, raggiunse Macao, Hong Kong e Canton. In questi luoghi l'apparizione di una donna bianca era un evento così straordinario che spesso si ritrovava in situazioni difficili. Via Singapore si recò in Ceylon, da lì, dopo estese escursioni nell'ottobre del 1847 andò in India. Le tappe principali del suo giro in India furono Calcutta, Benares e Bombay. Trovava alloggio in case di indiani facoltosi, prese parte ad una caccia alla tigre ma percorse anche lunghi tratti in un carro trainato da buoi.
Nell'aprile del 1848 proseguì per la Mesopotamia e la Persia, visitò Baghdad, accompagnò delle carovane nel deserto, vide le rovine di Babilonia e Ninive, e venne minacciata da dei predoni. Il console britannico di Tabriz, profondo conoscitore dell'area, rimase molto impressionato dalle sue imprese. Attraversando l'Armenia, la Georgia, passando da Odessa, Costantinopoli e Atene rientrò a Vienna dove arrivò nel novembre del 1848, poco dopo la repressione della rivolta di Vienna da parte di Alfred von Windisch-Graetz che pose termine ai moti rivoluzionari del 1848 in Austria. La narrazione di questo viaggio apparve nel 1850 in tre volumi con il titolo Eine Frauenfahrt um die Welt (Il viaggio di una donna intorno al mondo).

### Il secondo viaggio intorno al mondo (1851-1855)
Inizialmente Ida, all'età di 54 anni, pensava di mettersi a riposo; venne meno a questo proposito e nel maggio del 1851 lasciò Vienna diretta a Londra e poi in Sudafrica. A Città del Capo era indecisa se recarsi nell'interno dell'Africa e poi in Australia, decise invece di attraversare l'Oceano Indiano per recarsi a Singapore. 
Da qui esplorò le isole delle Indie orientali olandesi, l'attuale Indonesia, con Borneo, Giava e Sumatra. In particolare fu la prima donna occidentale ad attraversare l'isola di Borneo. Sull'isola di Sumatra fu la prima occidentale a visitare la popolazione dei Batak, che aveva fama di praticare il cannibalismo.
Dopo aver visitato le Isole della Sonda e le Molucche attraversò l'Oceano Pacifico e nel settembre 1853 giunse in California. Qui, nelle fasi finali della corsa all'oro visitò alcune cittadine di minatori. Si diresse poi verso sud, in Ecuador e Perù. Una rivoluzione la costrinse a rivedere i suoi programmi di viaggio: al posto di attraversare le Ande per andare in Brasile, tornò in Ecuador e nel maggio del 1854 rientrò negli Stati Uniti passando da Panama. A New Orleans vide i mercati degli schiavi, seguì il corso del Mississippi diretta a Nord giungendo a Chicago, ai Grandi Laghi e alle cascate del Niagara. Dopo soggiorni a New York e Boston, nel novembre 1854 tornò a Londra. Nel 1856 pubblicò il suo libro in quattro volumi con la descrizione del suo viaggio intitolato Meine zweite Weltreise (Il mio secondo viaggio intorno al mondo).
Dopo il suo ritorno divenne così nota che le lettrici della rivista di moda viennese Die Wiener Elegante richiesero pressantemente un'immagine della viaggiatrice, il periodico pubblicò un'illustrazione idealizzata di Ida Pfeiffer in "abito da viaggio" con un retino per farfalle.

### Mauritius e Madagascar (1856-1858)

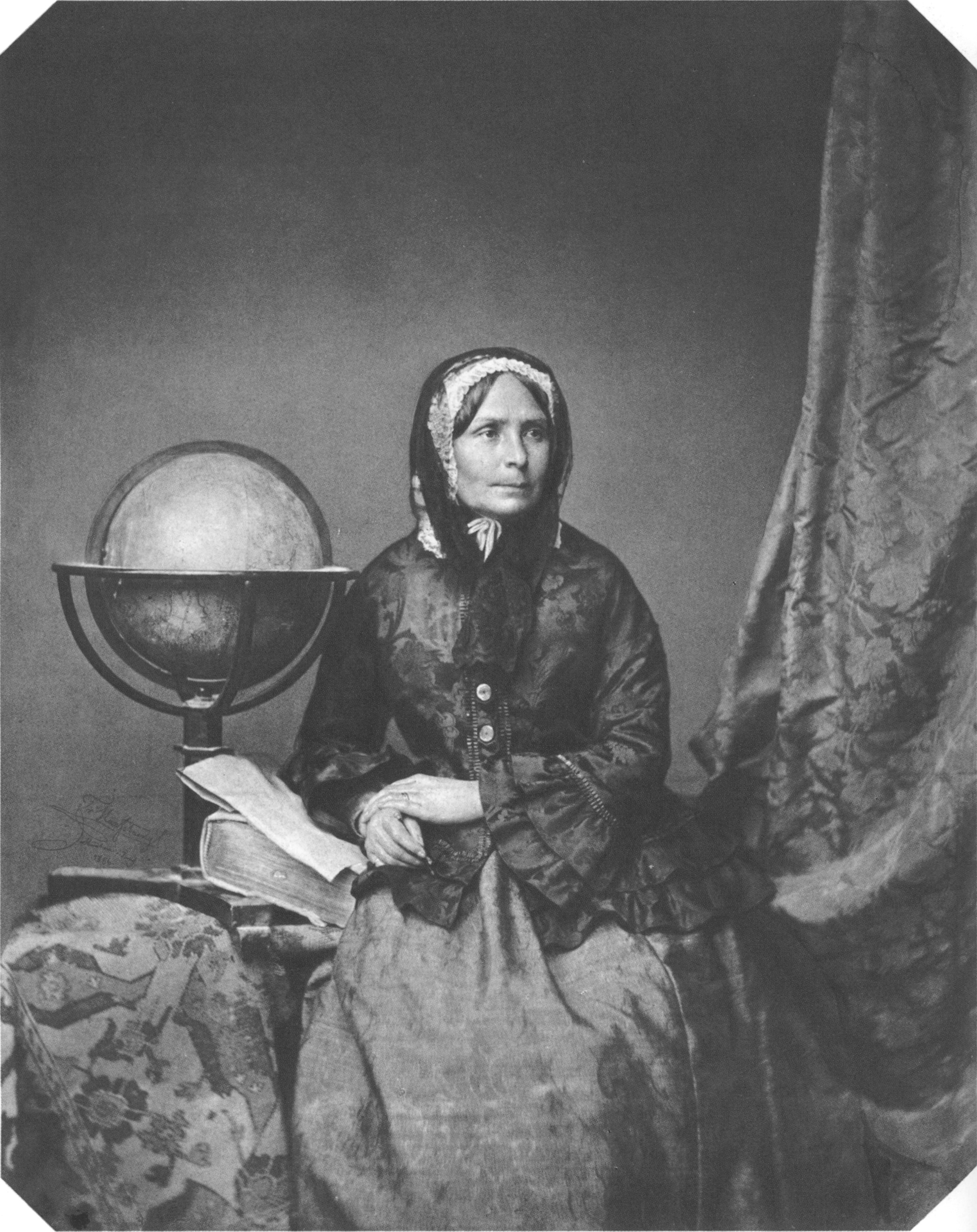
Ida Pfeiffer nel 1856, poco dopo il suo rientro dal Madagascar

La meta del successivo viaggio, che cominciò nel maggio del 1856, avrebbe dovuto essere l'Australia, essendo l'unico continente che Ida non aveva ancora visitato. Fece tappa a Berlino Amsterdam e Londra, infine si imbarcò a Rotterdam diretta nelle Mauritius. Qui soggiornò per diversi mesi e nell'aprile del 1847 proseguì per il Madagascar. Nonostante la diffusa ostilità verso gli stranieri da parte della sovrana, la regina Ranavalona, ebbe l'occasione di visitare l'interno dell'isola, la capitale Antananarivo e anche di fare visita alla sovrana stessa. Allo scoppio di sommosse e disordini politici venne accusata di spionaggio e incarcerata insieme ad altri cinque europei. Febbricitante e scortata da militari verso la costa, ci mise 53 giorni di cammino in terreni paludosi e infestati di malaria per raggiungere la costa.
Nel settembre del 1857 era nuovamente a Mauritius, superò numerosi attacchi di malattia decisa a recarsi in Australia. Dopo un nuovo attacco di febbre nel febbraio del 1858 fu costretta a rientrare in Europa, via Londra e Berlino. Rientrò a Vienna nel settembre del 1858. Morì a Vienna nella notte tra il 27 e il 28 ottobre in seguito alle conseguenze della malaria che aveva contratto l'anno precedente a Sumatra. Il libro in due volumi Reise nach Madagaskar (Viaggio in Madagascar) venne pubblicato postumo dal figlio Oscar
.

## Scritti e raccolte
I libri di Ida Pfeiffer divennero una lettura ricreativa molto popolare nell'alta borghesia. All'autrice permisero di finanziare sempre nuovi viaggi. Non vi era una revisione critica del testo prima della pubblicazione, non sempre i contenuti erano esatti e scientificamente corretti ciononostante spesso erano di interesse anche per gli etnologi. Vi descriveva le caratteristiche di popoli lontani, le loro forme di convivenza e regole ereditarie, l'aspetto delle abitazioni, degli insediamenti e villaggi, i riti dei matrimoni e dei funerali. La viaggiatrice raccontava, in parte con opinioni soggettive, l'aspetto delle persone che incontrava descrivendo dettagliatamente le differenze fra i "selvaggi" cioè le popolazioni locali e i "civilizzati", cioè i rappresentanti delle autorità coloniali. In quanto donna aveva accesso a molti luoghi preclusi al viaggiatore maschio che le permisero di ampliare la conoscenza geografica ed etnologica dell'epoca.
Già nel primo viaggio in Palestina Ida aveva cominciato a raccogliere, a volte in circostanze difficili, campioni naturali. Nel complesso raccolse diverse migliaia di piante, insetti, farfalle, pesci, uccelli, piccoli mammiferi e minerali ma anche oggetti di interesse etnologico e storico. Questi esemplari venivano poi offerti ai musei europei, molti entrarono nel patrimonio del Naturhistorisches Museum e del Museo di Etnologia di Vienna. 
Diversi sono gli animali da lei raccolti ai quali venne dato il suo nome, tra questi un gambero del Borneo (Palaemon idae), un fasmide (Myronides pfeifferae), una lumaca (Vaginula idae) e una rana del Madagascar (Rana idae).

## Personaggio pubblico
La diffusione dei suoi resoconti di viaggio fece sì che Ida divenne un personaggio piuttosto noto al vasto pubblico ma anche in ambiti specialistici. In un soggiorno a Berlino incontrò Alexander von Humboldt, "… mi accolse con grande gentilezza e i miei viaggi non solo lo interessarono ma era così sorpreso che esclamò più volte: ‚Lei ha compiuto cose impensabili.’… Fui accolta altrettanto cordialmente da Bettina Brentano von Arnim … Il compositore ur Mayerbeer e Fürst Pückler Muskau si esibirono per me…". Humboldt le procurò un invito alla corte prussiana e nel 1856 le venne conferita la medaglia d'oro per le scienze e le arti dal re Federico Guglielmo IV. Insieme al geografo Carl Ritter Humboldt si impegnò per far entrare Ida Pfeiffer come membro onorario alla "Società etnografica berlinese", fu la prima donna ad accedervi. Anche la società geografica francese la nominò membro onorario. A Londra lo statuto della Royal Geographical Society non ammetteva le donne come membri ma ad Ida vennero conferiti altri riconoscimenti.
Le sue imprese e le sue apparizione pubbliche, all'epoca del tutto inusuali per una donna, furono anche motivo di critiche. Apparvero caricature e scritti satirici, nei media si discusse aspramente su di lei e sul suo ruolo. Trentaquattro anni dopo la sua morte ad Ida Peiffer, inizialmente sepolta nel Cimitero di St. Marx, venne assegnata una tomba dedicata presso il Zentralfriedhof di Vienna (Gruppo 0, Fila 1, Numero 12), in seguito alla richiesta presentata dal "Verein für erweiterte Frauenbildung" di Vienna. Il presidente della società geografica austriaca la descrisse come "ancora oggi indiscutibilmente la più significativa viaggiatrice". Per circa un secolo Ida Pfeiffer e le sue imprese caddero nell'oblio, fu riscoperta da radio e documentari, i suoi libri vennero ripubblicati e dei suoi testi vennero riconsiderati gli aspetti storici ed etnografici.
A Ida Pfeiffer sarebbe stata dedicata la banconota da 50 scellini della serie 1995/1997 che però non venne mai prodotta per via dell'introduzione dell'euro.

## Opere
In versione originale:
- Eine Frauenfahrt um die Welt. Reise von Wien nach Brasilien, Chili, Otahaiti, China, Ost- Indien, Persien und Kleinasien. Carl Gerold, Wien 1850. (1. Bd.; 2. Bd.; 3. Bd.)

Riedizioni con titoli modificati rispetto all'originale:
- Eine Frau fährt um die Welt. (Giro del mondo), ISBN 3-900478-51-1.
- Reise in die neue Welt. (Viaggio in America), ISBN 3-900478-86-4.
- Eine Frau fährt um die Welt. Il viaggio del 1846 in Sudamerica, Cina, Indonesia, Persia e Asia minore. ISBN 3-900478-29-5.
- Nordlandfahrt. (Islanda), ISBN 3-900478-47-3.
- Abenteuer Inselwelt. (Borneo), ISBN 3-900478-70-8.
- Reise in das Heilige Land. (Israele e Gerusalemme), ISBN 3-900478-98-8.
- Verschwörung im Regenwald. (Madagascar; pubblicato postumo), ISBN 3-85787-652-2.
- Ida Pfeiffer, Gabriele Habinger (Editore): „Wir leben nach Matrosenweise“. Briefe einer Weltreisenden des 19. Jahrhunderts. Promedia, Vienna 2008, ISBN 978-3-85371-289-4. Indice online, Copertina online.
- Ida Pfeiffer, Gabriele Habinger (Editore): Abenteuer Inselwelt. Die Reise 1851 durch Borneo, Sumatra und Java. Edition Frauenfahrten. Promedia, Vienna 1993, ISBN 3-900478-70-8. (Titolo originale: Ida Pfeiffer: Meine zweite Weltreise).